# Władysław Wasiewicz

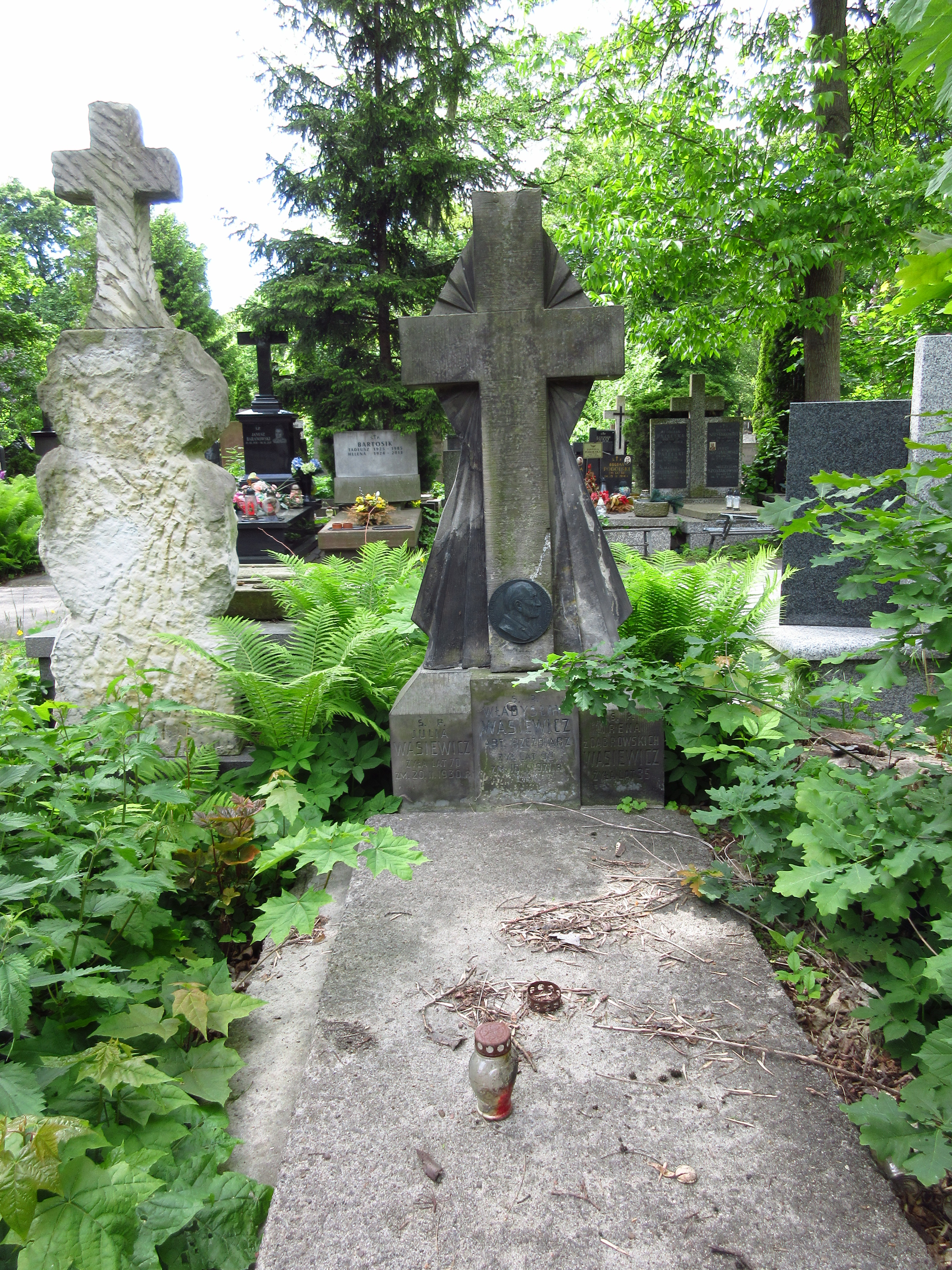
Grób Władysława Wasiewicza na cmentarz Bródnowskim

Władysław Wasiewicz (ur. 14 grudnia 1880 w Stawiskach, zm. 10 stycznia 1971 w Warszawie) – polski artysta rzeźbiarz, grafik i pedagog.

## Życiorys
Urodził się 14 grudnia 1880 w Stawiskach, w rodzinie Piotra i Julii z Kowalczyków. Ukończył gimnazjum w Warszawie. Naukę rysunku rozpoczął na kursach w Muzeum Rzemiosła i Sztuki Stosowanej pod kierunkiem Ignacego Łopieńskiego, a kontynuował pod kierunkiem Konstantego Laszczki na krakowskiej Akademii Sztuk Pięknych. Od 1913 uczestniczył w licznych wystawach zbiorowych organizowanych przez Towarzystwo Zachęty Sztuk Pięknych w Warszawie. W 1920 ochotniczo służył w Wojsku Polskim. W 1922 wziął udział w konkursie na projekt monet obiegowych, a w 1927 na pomnik Chrystusa Zbawiciela (niezrealizowany). W 1928 otrzymał złoty medal za rzeźbę na wystawie w Paryżu. Był członkiem Polskiego Towarzystwa Artystycznego i Związku Polskich Artystów Grafików.
Po zakończeniu działań wojennych profesor Władysław Wasiewicz zasłynął kierowaniem prac przy odbudowie pomnika Fryderyka Chopina w warszawskich Łazienkach Królewskich. Pomnik ten odtworzono na podstawie zachowanego miniaturowego modelu z gipsu i fotografii. Do mniej znanych dzieł należało popiersie gen. Karola Świerczewskiego, które znajdowało się w szkole podstawowej nr 111 w Łodzi (obecnie w Muzeum Socrealizmu w Kozłówce).
Władysław Wasiewicz tworzył portrety, rzeźby figuralne, plakiety i medale. Materiałem był gips, drewno, ceramika i brąz. 
Od 1921 był mężem Marii Laury Skarżyńskiej h. Bończa (1894–1986), z którą miał dwoje dzieci: Kazimierza i Agnieszkę. 
Zmarł w Warszawie. Spoczywa na cmentarzu Bródnowskim (kwatera 29B-5-8). 

## Ordery i odznaczenia
- Złoty Krzyż Zasługi (19 lipca 1955)[3]